# Ernesto de Lucas Hopkins
Ernesto de Lucas Hopkins (Magdalena de Kino, Sonora; 5 de septiembre de 1976) es un político mexicano adscrito al Partido Movimiento Ciudadano, Fue Secretario de Educación y Cultura del estado de Sonora. Ha sido Director del Instituto de los Mexicanos en el Exterior, organismo de la Secretaría de Relaciones Exteriores que busca apoyar los esfuerzos de las comunidades mexicanas fuera del país para elevar su nivel de vida, facilitar su inserción en las comunidades en que residen y mantener vínculos cercanos con México. Fue diputado federal durante la LXI Legislatura bajo el principio de mayoría relativa por el III Distrito Electoral Federal de Sonora que comprende la zona Norte Hermosillo, capital del estado. 
El 10 de diciembre de 2012 fue nombrado director general de ProMéxico (Organismo del Gobierno Federal encargado de coordinar las estrategias dirigidas al fortalecimiento de la participación de México en la economía internacional; apoyando el proceso exportador de empresas establecidas en México y coordinando acciones encaminadas a la atracción de inversión extranjera), cargo al que renunció el 20 de abril de 2013.
Durante su gestión como legislador fue miembro del Parlamento Latinoamericano (Parlatino), de la Comisión de Turismo y Ecología, integrante de la Comisión de Seguridad Pública y Secretario de la Comisión de Medio Ambiente y Recursos Naturales.

## Formación y Estudios
Estudió la preparatoria en el Instituto Tecnológico y de Estudios Superiores de Monterrey, Campus Sonora Norte. Después, cursó la carrera de Licenciado en Derecho en la Universidad del Noroeste, graduado con Mención Honorífica.
Posteriormente, obtuvo una beca y estudió la Maestría en Leyes y Gobierno, en el Washington College of Law, en la ciudad de Washington D. C., Estados Unidos de América, donde se especializó en Finanzas.
Cuenta con un diplomado en Derecho Constitucional Mexicano; Asimismo, cursó un Programa de Alta Especialización (AD-2) impartido por el Instituto Panamericano de Alta Dirección de Empresa (IPADE).
En 2012 es presidente del equipo de béisbol de Magdalena de Kino, Membrilleros de Magdalena, escuadra fundada en 1942 y que recientemente ganó la serie final de la Liga Norte de México.

## Trayectoria Profesional y Partidista
Fue secretario particular del Senador de la República y candidato a Gobernador del Partido Revolucionario Institucional en Sonora, Eduardo Bours, en el año 2002. Durante la administración del gobernador Eduardo Bours (13 de septiembre de 2003 – 12 de septiembre de 2009), ocupó los cargos de director general de Gobierno (2003). Después, con 27 años de edad fue coordinador estatal y posteriormente secretario de Seguridad Pública en el estado de Sonora, 2006 y 2008.
A los 29 años de edad fue elegido, por unanimidad, Presidente del Comité Directivo Estatal del Partido Revolucionario Institucional en Sonora, en el año 2008.
También a los 29 años, fue elegido por los Secretarios de Seguridad pública de California, Arizona, Nuevo México, Texas, Baja California, Chihuahua, Coahuila, Tamaulipas y Nuevo León como Presidente de la Mesa Binacional de Seguridad Fronteriza México-Estados Unidos de la Conferencia de Gobernadores.
Posteriormente, comenzaría su campaña para competir por el III Distrito Electoral Federal de Sonora el cual recuperaría para el PRI, después de 18 años de estar representado por el Partido Acción Nacional.
El 11 de febrero de 2012 fue invitado y presentado por el candidato presidencial del Partido Revolucionario Institucional y del Partido Verde Ecologista de México, Enrique Peña Nieto, y por su Coordinador General de Campaña Luis Videgaray Caso, a coordinar la campaña permanente en todo el país para la elección presidencial de 2012. Asimismo, el 4 de septiembre de 2012 fue nombrado Coordinador para el Deporte en el proceso de Transición del Presidente Electo de los Estados Unidos Mexicanos, Enrique Peña Nieto.
Durante la campaña para diputado federal por el III Distrito Electoral Federal de Sonora, fue el primer candidato en aparecer con el apodo de "El Pato" en las boletas electorales durante las Elecciones federales de México de 2009.